# Psycho Soldier
Psycho Soldier (サイコ・ソルジャー, Saiko Sorujā) es un juego de plataformas desarrollado por la empresa de software japonesa SNK. Fue lanzado en 1987. Es una secuela de Athena, lanzado un año antes, con un descendiente lejano del personaje principal de ese juego. Ocean Software en su sello Imagine lanzó versiones del juego para las computadoras hogareñas ZX Spectrum, Commodore 64 y Amstrad en 1987.

## Jugabilidad
Psycho Soldier es un juego de acción de desplazamiento lateral. Las rocas y otros objetos destructibles a veces podrán contener potenciadores. Los jugadores utilizarán una fuerza especial conocida como «Psycho Energy» para realizar una serie de ataques, incluida la creación de un escudo de esferas giratorias alrededor del cuerpo del personaje para protegerlo. La cantidad de Psycho Energy se mide por la barra de energía ubicada a la izquierda de las esferas disponibles del jugador, y se podrá aumentar obteniendo ciertos elementos. Los jugadores podrán lanzar las esferas contra enemigos y objetos destructibles a cambio de usar una. Dependiendo de cuánta energía tenga el jugador, las esferas pueden producir un resultado diferente cuando se usen, como rebotar por la pantalla o, cuando tengan la energía al máximo y giren a mayor velocidad alrededor del jugador, esparcirse y destruir todo a su paso a costa de algo de poder.
Tanto Athena como Kensou comparten las mismas habilidades, y cualquiera que elija el jugador no afectará la dificultad del juego. Si el jugador llena su barra de energía y recoge un objeto especial que se parece a un huevo verde, su personaje se transformará en una «Psycho Creature», Athena será un fénix y Kensou un dragón verde. Las criaturas tienen un poderoso ataque de aliento de fuego que golpea a los enemigos que están frente a ellas y un movimiento que las embiste contra un solo enemigo cercano. Las transformaciones durarán hasta que el jefe del escenario sea derrotado o hasta que el jugador se quede sin energía por recibir demasiados golpes.

## Trama
Psycho Soldier se desarrolla muchos años después de Athena. En Athena, el personaje principal es una figura mística basada vagamente en la diosa de la mitología griega que lucha por varias tierras de otro mundo para destruir a los monstruos y seres malvados que amenazan la paz de la tierra. Una vez completado su viaje, regresa al cielo, solo para desaparecer por completo de las mentes de los mortales que viven debajo.
En los tiempos modernos de Psycho Soldier, una joven llamada Athena Asamiya, que es descendiente de la Athena original, muestra habilidades psíquicas especiales que le permiten desbloquear una serie de poderes ocultos dentro de sí misma, y espera algún día usar estas habilidades no solo para ayudar a otros, sino para avanzar en su carrera escénica como futura idol del pop. Varios seres malvados aparecen en su ciudad natal en Japón, y junto con su amigo y compañero psíquico talentoso Sie Kensou usará sus talentos para proteger a sus amigos y su hogar de esta nueva amenaza.

## Recepción
En Japón, Game Machine incluyó a Psycho Soldier en su número del 15 de abril de 1987 como el 7.º juego de arcade más exitoso del mes.
La versión para ZX Spectrum fue distribuida en 1987 por Imagine Software y fue porteada por Ross Harris (como Source Software). Esta versión recibió un éxito crítico moderado. Your Sinclair le otorgó un 8 de 10, elogiando el movimiento fluido de los sprites y la fórmula de juego bien probada, pero lamentando los gráficos monocromáticos y los efectos de sonido débiles. CRASH le otorgó un 69% y un 75%, y un analista criticó la jugabilidad aburrida y las reacciones lentas de Athena.

## Legado
Tanto Athena como Kensou han aparecido en otros juegos. El personaje de Kensou fue presentado al mismo tiempo como compañero de equipo de Athena en la serie The King of Fighters como Sie Kensou y sufrió varios cambios estéticos, así como también se modificaron sus habilidades para diferenciarlo de Athena. Sin embargo, la versión de Kensou que se ve en este juego hizo un cameo en uno de los finales especiales de The King of Fighters '97. También apareció en The King of Fighters 2000 con su traje original como un atacante especial llamado «Psycho Soldier Kensou». Esta versión de Kensou también aparece en el reciente juego de cartas coleccionables SNK vs. Capcom: Card Fighters Clash para DS como una tarjeta de personaje de SNK. Los personajes Kensou y Athena, al igual que los ítems Psycho Armor y Psycho Shield, aparecen en el juego Crystalis para NES, un videojuego de rol postapocalíptico. Además, Athena y Kensou usan sus trajes de Psycho Soldier en The King of Fighters XII como sus trajes predeterminados. Desde el lanzamiento de KOF XII, el atuendo predeterminado de Kensou en The King of Fighters XIII no se modificó. El atuendo de Psycho Soldier de Athena se cambió de predeterminado a alternativo, dejando su atuendo más popular de sailor fuku como su atuendo predeterminado para el juego.
Tanto Athena como Sie Kensou también se destacaron por ser de los primeros personajes de videojuegos en tener sus propias canciones temáticas (que The King of Fighters remezclaría varias veces en sus títulos).
Athena aparece en Super Smash Bros. Ultimate como un personaje de fondo en el escenario King of Fighters, que se lanzó junto con Terry Bogard de Fatal Fury en noviembre de 2019. Athena también está presente como un espíritu coleccionable en el juego.